# Sungkyunkwan-Universität
Die Sungkyunkwan-Universität (kurz SKKU) ist eine private südkoreanische Universität. Mit einem Campus der human- und sozialwissenschaftlichen Fakultäten in Seoul und einem der naturwissenschaftlichen Fakultäten in Suwon ist die Sungkyunkwan-Universität die älteste Universität Asiens. Sie ist aus der historischen Lehranstalt Seonggyun-gwan entstanden, in der junge Männer nach konfuzianistischen Lehren erzogen und ausgebildet wurden.
Heute zählt die SKKU zu den besten Universitäten Asiens. Im THE World University Ranking 2020 belegt sie weltweit den 89. Platz und im QS World University Ranking 2020 den 95. Platz.

## Geschichte

### Goryeo-Zeit
Nach der Ausdehnung des Königreichs Goryeo über die gesamte Koreanische Halbinsel gründete König Seongjong 992 in der damaligen Hauptstadt Gaegyeong (Kaesŏng) das Gukjagam als höchste staatliche Bildungseinrichtung. 1087 bezog es seinen langjährigen Sitz in dem heute Koryo Songgyungwan genannten Gebäudekomplex im Nordosten der Stadt. Nach mehreren Umbenennungen wurde es 1308 bis 1358 und erneut ab 1362 Songgyungwan genannt.

### Joseon-Zeit

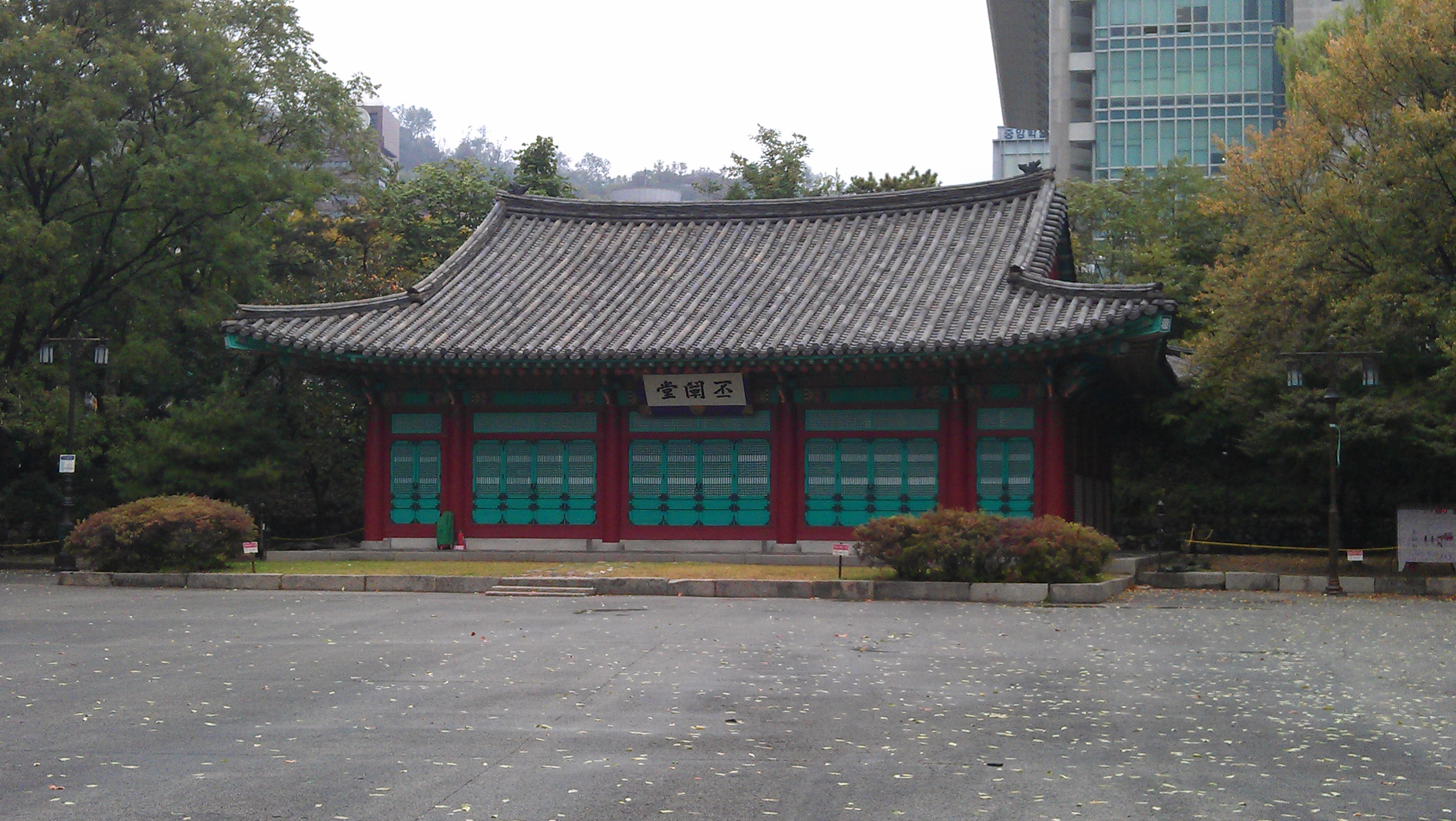
Das Bicheondang (비천당) vor dem neuen Campus

1398 ließ der Gründer der Joseon-Dynastie das Seonggyun-gwan nach Hanseong (Seoul) verlegen. Seitdem befindet es sich in Myeongnyun-dong im Bezirk Jongno-gu. Während der Joseon-Dynastie war es bis zu den Gabo-Reformen in 1894 die höchste Bildungsinstitution des Reiches. In dieser Lehranstalt wurden junge Männer aus guten Hintergründen ausgebildet. Aus ihr gingen künftige Beamte oder Gelehrte hervor, die dann später möglicherweise hohe Reichsämter bekleideten. Um in ihr aufgenommen zu werden, nahmen die Kandidaten zuvor an einer der verschiedenen Staatsprüfungen teil. Meist hatten die Lehrlinge bereits die ebenfalls von konfuzianistischen Gelehrten betriebenen Schriftschulen (Seodang) in ihren Heimaten besucht und sich für die Prüfungen vorbereitet.
Das Seonggyun-gwan und die sich im ganzen Land verbreitenden Schriftschulen spielten über Jahrhunderte hinweg die tragende Rolle der Ausbildung in der konfuzianistisch orientierten und zentral-staatlichen Joseon-Dynastie. Neben der Bildung wurde dort, wie noch heute an der Sungkyunkwan University, die konfuzianistische Lehre erforscht und tradiert.
Das Seonggyun-gwan wird gelegentlich auch als Tempel verstanden, aber nicht im Sinne einer religiösen Stätte, da Konfuzianismus genauer betrachtet keine Religion ist. Doch im Seonggyun-gwan werden konfuzianistische Lehrer verehrt und Zeremonien und Gepflogenheiten nach außen hin propagiert, so dass diese Institution als Kultstätte wahrgenommen werden könnte.

### Wandel
Das Seonggyun-gwan hat heute freilich nicht mehr jene Bedeutung als zentrale Bildungsinstitution. Seine Rolle haben moderne Universitäten westlicher Art übernommen. Andererseits bemühen sich Menschen, die vom Konfuzianismus überzeugt sind, um den Erhalt dieser traditionsreichen Institution und teilweise auch darum, sie an die Gegenwart anzupassen. Der erste Schritt war im Jahre 1895 die Gründung der modernen Universität mit dem gleichen Namen. 1953 wurde sie eine comprehensive university. Die moderne Universität hat natürlich völlig andere Ziele als das altehrwürdige Seonggyun-gwan. Außerdem gibt es heute landesweit noch über zweihundert Landesschulen, die von der Sungkyunkwan University betreut werden.

## Bekannte Absolventen
- Bae Yong-joon (* 1972), Schauspieler
- Hyomin (* 1989), Sängerin
- Jung Hong-won (* 1944), Premierminister von Südkorea
- Kim Hye-soo (* 1970), Schauspielerin
- Ko Ah-seong (* 1992), Schauspielerin
- Lee Min-jung (* 1982), Schauspielerin
- Lee Wan-koo (1950–2021), Premierminister von Südkorea
- Moon Geun-young (* 1987), Schauspielerin
- Moon So-ri (* 1974), Schauspielerin
- Park Chul-soo (1948–2013), Filmregisseur
- Song Joong-ki (* 1985), Schauspieler

## Trivia
- Im Sungkyunkwan-Schrein auf dem Gelände der Sungkyunkwan University wird zweimal jährlich am 1. Februar und 1. August nach dem Mondkalender eine Zeremonie abgehalten. Dabei ehrt man den Geist von Konfuzius, auf dessen Richtlinien im Korea der Joseon-Dynastie die Regierungsarbeit fußte.
- Das Sungkyunkwan ist der Schauplatz des KBS-Dramas Sungkyunkwan Scandal aus 2010, in dem u. a. der Absolvent Song Joong-ki mitspielt.